# Cerotainiops omus
Cerotainiops omus är en tvåvingeart som beskrevs av Pritchard 1942. Cerotainiops omus ingår i släktet Cerotainiops och familjen rovflugor. Inga underarter finns listade i Catalogue of Life.